# 제28회 금마장
제28회 금마장의 시상식에 관한 내용이다.

## 수상 및 후보

### 작품상
- 고령가 소년 살인사건 - 에드워드 양 수상

### 감독상
- 아비정전 - 왕가위 수상

### 남우주연상
- 랑웅 수상

### 여우주연상
- 완령옥 - 장만옥 수상

### 남우조연상
- 관해산 수상

### 여우조연상
- 왕래 수상